# Ferry Suou
Die Ferry Suou (フェリーすおう), auch Ferry Suo geschrieben, war ein 1996 in Dienst gestelltes Fährschiff der japanischen Reederei Hankyu Ferry. Sie stand bis 2015 unter diesem Namen im Einsatz und fuhr anschließend bis 2020 als Santa Lucino für einen Betreiber in Südkorea. 2021 ging das Schiff zum Abbruch nach Chittagong.

## Geschichte
Die Ferry Suou entstand unter der Baunummer 365 in der Werft von Kanda Zosensho in Setoda und lief am 24. Oktober 1995 vom Stapel. Nach der Ablieferung an Hankyu Ferry am 12. März 1996 nahm sie am 15. März 1996 den Fährdienst von Kōbe nach Shin Moji auf. Ihr ein Jahr älteres Schwesterschiff war die ebenfalls 2021 in Bangladesch abgewrackte Ferry Settsu.
Seit Juni 2008 fuhr die Ferry Suou zwischen Izumiōtsu und Shin Moji, ehe sie 2011 wieder auf die Strecke von Kōbe nach Shin Moji wechselte. Im Juli 2015 beendete das Schiff seine Dienstzeit bei Hankyu Ferry und wurde als Santa Lucino an die Reederei Sea World Express Ferry mit Sitz in Mokpo verkauft. Am 13. Oktober 2015 absolvierte die Fähre ihre erste Überfahrt von Mokpo zur Insel Jejudo.
Gegen Ende des Jahres 2020 wurde die Santa Lucino durch den Neubau Queen Jenuvia ersetzt und ausgemustert. Nach mehreren Monaten Liegezeit ging sie im Januar 2021 nach Bangladesch und erhielt zur Überführung den Namen Lucino 1. Am 14. Februar 2021 traf das Schiff zum Abbruch bei den Abwrackwerften von Chittagong ein.